# Salussola
Salussola (Sanisòla in piemontese) è un comune italiano di 1 821 abitanti della provincia di Biella in Piemonte.

## Geografia fisica
Il comune di Salussola si trova tra i confini occidentali della Pianura Padana e le ultime propaggini sud-orientali della collina della Serra d'Ivrea, sul lato biellese, ai confini sud-orientali della Riserva della Bessa e attraversato dal torrente Elvo.
Il territorio abbraccia un vasto territorio geografico; confina a nord con le frazioni Vergnasco e Magnonevolo di Cerrione e parte delle pianure di Massazza, a est con le pianure di Villanova Biellese e di Carisio, a sud con Dorzano e Cavaglià, a est con Roppolo (territori boschivi del Monte Orsetto).

## Storia
Il toponimo deriverebbe dal diminutivo longobardo di sala, con le varianti salucula, salutiolam, salussula, ad indicare la presenza di una piccola curtes padronale longobarda del VII secolo circa, in sostituzione di antichi insediamenti victimuli nel basso biellese, e sulla quale si formò via via il borgo.

È infatti probabile che proprio nella frazione San Secondo, a nord-ovest sulla collina, fosse presente l'avamposto di Victimula, piccolo villaggio celtico antecedente al II secolo d.C., dove avvenne il martirio del suddetto santo sul finire del III secolo. È tuttavia improbabile che il toponimo derivi dai Salassi, anch'essi celti coevi, poiché questi si insediarono soprattutto a sud, cioè nel medio-Canavese.
In epoca romana, Salussola divenne un avamposto strategico e fortificato; veniva utilizzato come riserva aurifera delle estrazioni dei torrenti Olobbia ed Elvo, nella vicina Riserva della Bessa. Tuttavia, finite le riserve aurifere, il borgo perse parzialmente di interesse. Dominato dalle scorribande longobarde nel V-VII secolo, in questo periodo spiccò la figura del beato Pietro Levita, originario di Salussola, ma trasferitosi in Sicilia.
Annessa quindi al Sacro Romano Impero, Salussola fu poi ceduta da Carlo III il Grosso a favore del Capitolo di Vercelli e, nel XII secolo, spartita tra i Conti di Biandrate e gli Avogadro di Cerrione, che la amministrarono sotto il Ducato di Savoia. È di questo periodo la cinta muraria medievale e la Porta urbica, come ingresso meridionale al borgo alto, chiamato Salussola monte.

Curiosa fu la storia di un processo per stregoneria che avvenne il 13 febbraio 1470, a carico di Giovanna de Monduro, originaria di Miagliano, a nord di Biella, ma moglie di un salussolese. I relativi atti sono conservati presso l'archivio storico di Biella (Processo contro ed avverso Giovanna, moglie di Antoniotto de Monduro di Salussola, già di Miagliano, per stregheria); all'imputata, sentita una serie di testimonianze dei suoi compaesani, fu estorta la confessione mediante tortura e, il 17 agosto del 1471, la donna fu arsa sul rogo nei pressi di Miagliano.

### Simboli
Lo stemma e il gonfalone sono stati concessi con D.P.R. n. 1483 del 5 febbraio 1988.
Il gonfalone è un drappo di azzurro.

## Monumenti e luoghi d'interesse
- Parrocchiale di Santa Maria Assunta: sorta come pieve nel XII secolo, nel XVII secolo le fu affiancato l'attuale campanile.
- Porta urbica inferiore: risalente al 1374 - 1375, è l'ultima delle porte che interrompevano l'antica cinta muraria eretta a difesa del paese e del suo castello.[9][10]
- resti della pieve di San Pellegrino e del castrum di Puliaco[11]
- Riserva naturale orientata delle Baragge
- Riserva della Bessa
- Museo laboratorio dell'oro e della pietra
- Monumento a stele in memoria della esecuzione per rappresaglia, preceduta da sevizie, di venti partigiani, avvenuta all'alba del 9 marzo 1945 nella omonima piazza.

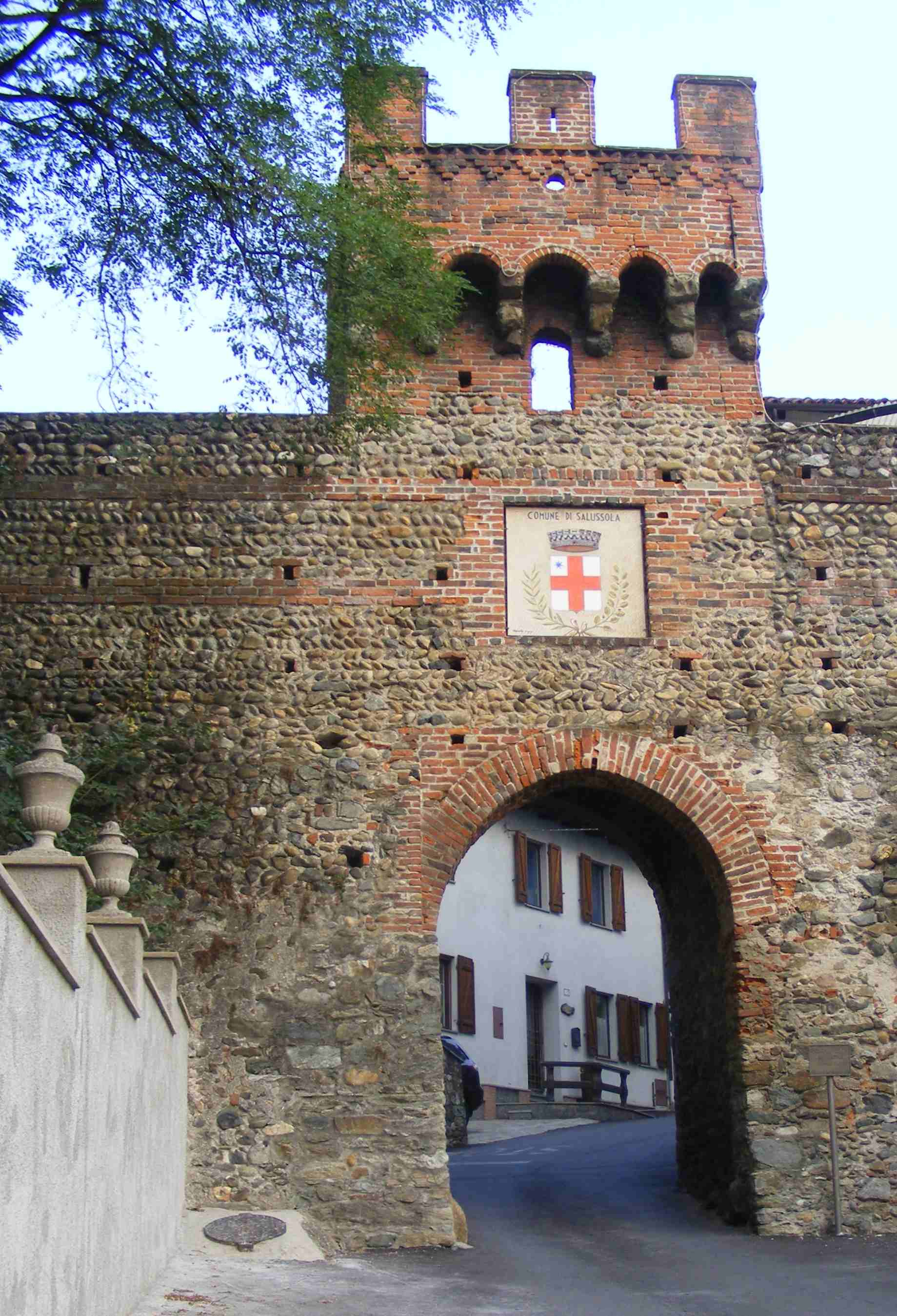
La porta urbica
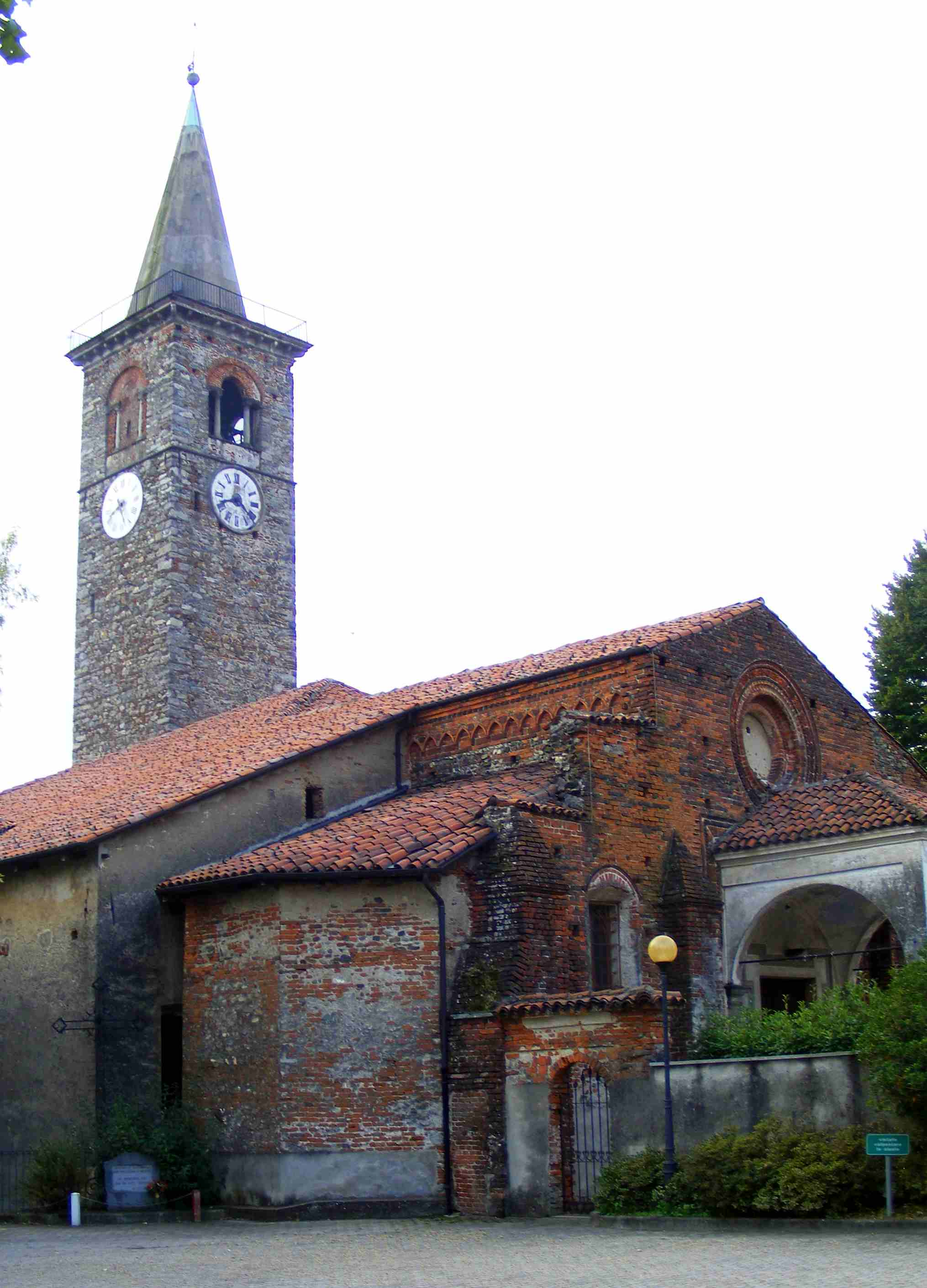
Parrocchiale dell'Assunta
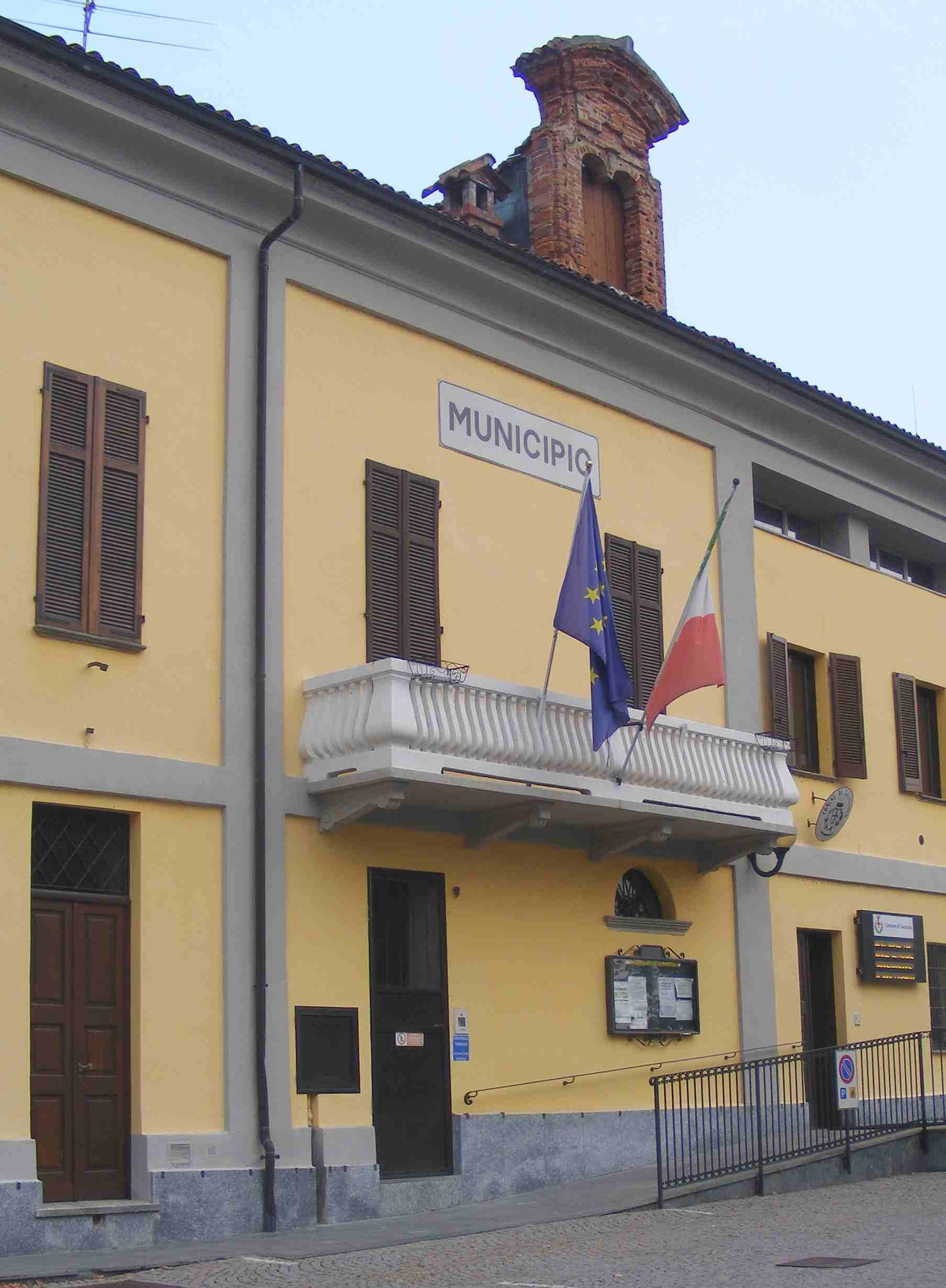
Il municipio

## Società

### Evoluzione demografica
Abitanti censiti

## Amministrazione
| Periodo | Periodo   | Primo cittadino | Partito                                    | Carica  | Note        |
| ------- | --------- | --------------- | ------------------------------------------ | ------- | ----------- |
| 2004    | 2009      | Mario Lacchia   | lista civica                               | Sindaco |             |
| 2009    | 2014      | Carlo Cabrio    | lista civica Per la rinascita di Salussola | Sindaco |             |
| 2014    | 2019      | Carlo Cabrio    | lista civica Per la rinascita di Salussola | Sindaco | II mandato  |
| 2019    | 2020      | Carlo Cabrio    | lista civica Per la rinascita di Salussola | Sindaco | III mandato |
| 2020    | in carica | Manuela Chioda  | lista civica Uniti per Salussola           | Sindaco |             |

## Infrastrutture e trasporti

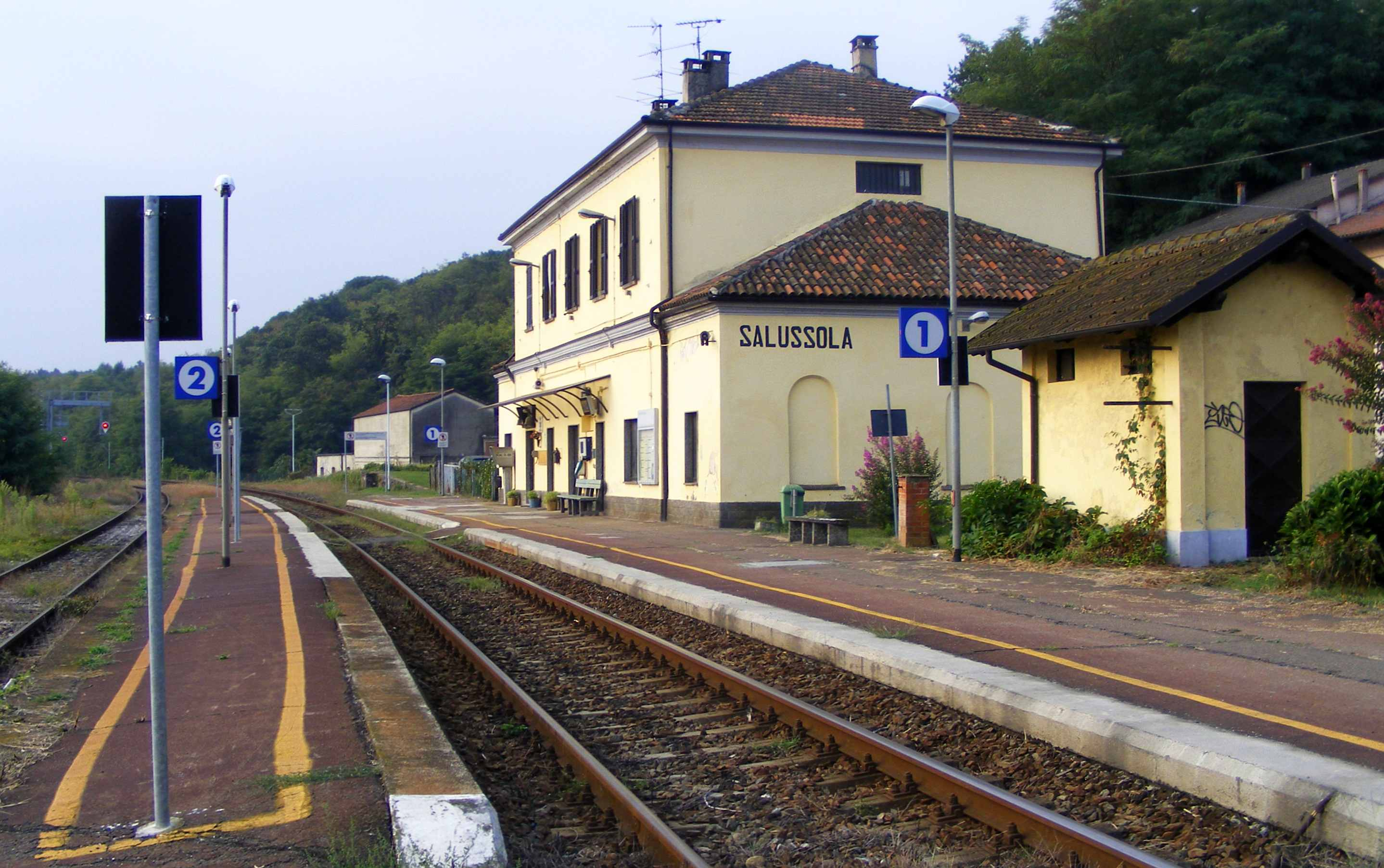
Stazione di Salussola

Il comune è attraversato dalla ex-strada statale 143 Vercellese e dalla ferrovia Biella-Santhià (Stazione di Salussola).